# باشگاه فوتبال راپ
باشگاه فوتبال راپ (انگلیسی: RAP) یک باشگاه فوتبال در شهر آمستردام، هلند بوده است.
این باشگاه که در سال ۱۸۸۷ میلادی تأسیس شده در سال ۱۹۱۴ منحل شده است.

## افتخارات
- لیگ فوتبال هلند: ۵

۱۸۹۱–۹۲، ۱۸۹۳–۹۴، ۱۸۹۶–۹۷، ۱۸۹۷–۹۸، ۱۸۹۸–۹۹
- جام حذفی فوتبال هلند: ۱

۱۸۹۸–۹۹